# Ожиганов Ігор Олегович
Ігор Олегович Ожиганов (рос. Игорь Олегович Ожиганов; 13 жовтня 1992, м. Красногорськ, Росія) — російський хокеїст, захисник. Виступає за Торонто Мейпл Ліфс у Національній хокейній лізі.
Вихованець хокейної школи ЦСКА (Москва). Виступав за «Червона Армія» (Москва), ЦСКА (Москва)
«Амур» (Хабаровськ).
У складі молодіжної збірної Росії учасник чемпіонату світу 2012. 
Досягнення
- Володар Кубка Харламова (2011)
- Срібний призер молодіжного чемпіонату світу (2012).